# Pravopis
Pravopís, s tujko ortografija (grško ὀρθός pravilno in γραφή pisava) je množica pravil, pogosto v knjigi skupaj s slovarskim delom, o pisanju besed nekega jezika. V ožjem pomenu gre za pravila preslikave fonemov v znake, pravopis kot knjižna izdaja pa pogosto določa tudi želeni nabor »pravilnih« besed in slovnične podatke (slovnični spol, pregibanje besed: sklanjatev, spreganje ter osnove skladnje).
Za žive jezike je vir pravil govorjeni jezik in izborna pisna raba, pri umetnih jezikih pa je cilj največkrat enostavnost.
Druge sestavine jezika so: besednjak, besedotvorje in slovnica. 